# Zheng Zhi
Zheng Zhi (en xinès: 郑智) (* Shenyang, 20 d'agost de 1980 -) és un futbolista xinès que s'exerceix com a migcampista. Actualment forma part del Guangzhou FC.

## Internacional
També és internacional amb la Selecció de futbol de la Xina, ha jugat 52 partits internacionals i ha marcat 12 gols. Des del 2002, quan va jugar la Copa Mundial de Futbol de 2002.

### Participacions en Copes del Món
| Mundial                        | Seu                  | Resultat     |
| ------------------------------ | -------------------- | ------------ |
| Copa Mundial de Futbol de 2002 | Corea del Sud i Japó | Primera fase |

## Clubs
| Club                 | País            | Any         |
| -------------------- | --------------- | ----------- |
| Shenzhen Jianlibao   | R.P. de la Xina | 2001 - 2004 |
| Shandong Luneng      | R.P. de la Xina | 2005 - 2007 |
| Charlton Athletic    | Anglaterra      | 2007        |
| Charlton Athletic    | Anglaterra      | 2007 - 2009 |
| Celtic F.C.          | Escòcia         | 2009 - 2010 |
| Guangzhou Evergrande | R.P. de la Xina | 2010 -      |